# Arnoldus Teunis Kraan
Arnoldus Teunis  Kraan sr. (Den Haag, 3 december 1877 – Oegstgeest, 25 december 1939) was een Nederlands architect.

## Geschiedenis
De Oegstgeestse architect Kraan sr. ontwierp diverse kerken maar ook scholen, fabrieken, instellingen alsook een bioscoop. Hieronder zijn het gebouw voor Geestelijke Gezondheidszorg aan de Rijksstraatweg 113 te Bennebroek en de Kaasmarktschool aan de Koppenhinksteeg/Hooglandse Kerkgracht te Leiden. Ook woningen komen van de hand van Kraan. In 1928 verhuisde Kraan binnen zijn woonplaats Oegstgeest naar een van deze eigen ontworpen huizen (nrs. 74 tot 96) aan de Kempenaerstraat 68 (sinds 1933 is dat nummer 88).

## Trivia
Zijn zoon Arnoldus Teunis Kraan jr. (1918 - 1994) trad in de voetsporen van zijn vader en werd ook architect.

## Bouwwerken

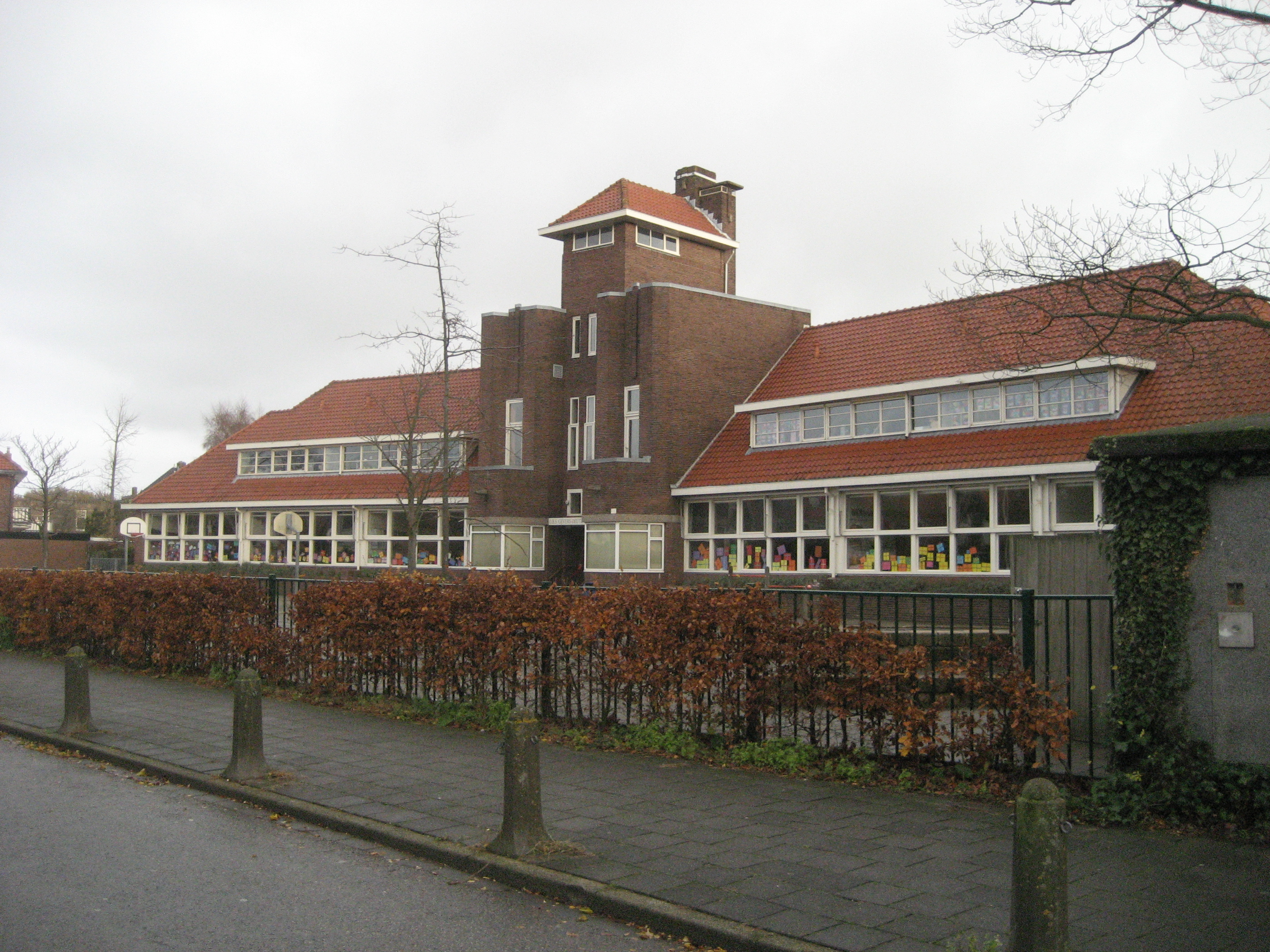
Gemeenteschool Terweeweg, Oegstgeest

- Meelfabriek Zijlstroom (nu restaurant) te Leiderdorp (1916)[3]
- Kaasmarktschool aan de Koppenhinksteeg/Hooglandse Kerkgracht te Leiden (1922/1923)
- Instelling voor Geestelijke Gezondheidszorg te Bennebroek (gemeentelijk monument) (1927)
- Terweeschool te Oegstgeest (ca. 1928)[4][5]
- Houtschool aan de Adriaan Pauwstraat 1 te Leiden (gemeentelijk monument) (1932)
- Bioscoop Lido aan de Steenstraat te Leiden (1934)
- Regenboogkerk te Oegstgeest (1934)[6]
- Jeruzalemkerk te 's-Gravenhage (1936)
- Pauluskerk te Amstelveen (1937)[7][8]
- Buitenlandse kerk/kapel te Wassenaar (1939), deze is gesloopt in (2005)[9]
- Watertoren Vogelenzang te Bennebroek (1927)